# 秋谷光輝
表示タイトル:秋谷 光輝（あきたに こうき）

## 秋谷 光輝（あきたに こうき）
法則学RAKUZAN® 提唱者、IQ185 (sd24)、JAPAN MENSA会員、IQ test 全国1位/最高偏差値104。電気通信大学大学院卒業後、ソニー株式会社に入社。 オーディオ設計のエンジニアとして16年間勤務するも、後半はオーディオ事業の収束とともに、自分の才能を活かせない仕事に違和感を抱く毎日を過ごす。
その後、世の中の仕組みが全て「わかる」という覚醒体験の後、心身不調をきっかけに、モノづくりからヒトづくりへの転身を決意。世の中の仕組みをシンプルな数式図式で見える化した法則学RAKUZAN®（旧 楽算メソッド®）を開発。 営業ゼロ・告知ゼロにもかかわらず、口コミだけで1万人以上の方が法則学RAKUZAN®を受講し、自分だけの価値に気づく、ストレスフリーになるといった効果を実感する。
2020年3月には初の著書『楽算メソッド® 数式・図式で思い通りの人生を手に入れる法則』（合同フォレスト）を出版。2025年2月に『今から伸ばす！IQトレーニング』（大創出版）を出版。テレビ番組「もやもやさまぁ〜ず2」や、ラジオに出演。その他新聞、雑誌などへの掲載多数。ソニー、富士通、キユーピーなど、大手企業でのコンサル実績、講演実績も多数。

## 生い立ち
幼少期
切符の4桁を四則演算していくつ10が作れるかを頭の中で計算していた。
小学4年生
区の将棋大会に出場し高学年の部初出場、初優勝。
高校生

高3年の夏休み、JALで客室乗務員をしていた父親にリゾート便内で行われるイベントについて相談を受ける。全員に必ずリーチがかかる、全員が楽しめるビンゴを発明。産業再生機構に入るまでの16年間、顧客満足度が高いサービスとして好評だった。

18歳
駿台予備校の夏期講習で秋山仁先生の講座を受けて、ある問題で回答を秋谷だけ間違える。しかし、そこで「こんな考え方をできる人はたった一人しかいないのか」と言われた。正解ではないのにプロセスを褒められことに感銘を受け、数学教師を目指す。

大学生
期末試験の前日一夜漬けで試験対策をしていた中、行列の規底を求める公式を発見。

20歳（大学2年生）
大学生の時に熱気球サークルに所属。長野県佐久の大会で熱気球を飛ばした。雪が当時振っていて、ちょうど熱気球の降りるスピードと雪の降るスピードが合ったことで、360°時間が止まったような感覚を感じた。

22歳（大学4年生）

教育実習で「どうせ先生にしかなれねえくせによ」と中学3年生が啖呵を切ってきたことをきっかけに、その通りだなと思い、いずれ教師をやるにも社会人になる必要があると感じ、大学院に進む。

36歳
「白いネコは何をくれた」（佐藤義典著）を読み、自分の強みは何だろうと考え、母親に小さいころどんな子どもだったかを聞いたところ、全国一斉知能テストで全国1位だったと教えられる。(同学年188万人)

## 著書
- 楽算メソッド®: 数式・図式で思い通りの人生を手に入れる法則　（合同フォレスト）
- 今から伸ばす！IQトレーニング』（大創出版）

## 執筆
- anemone(アネモネ)2025年5月号 　ビオ・マガジン (著)
- ザ・フナイ vol.210(2025年4月号) （発行）船井本社 (著)

## 引用
秋谷光輝公式サイト